# 瞑想-見えない絆
『瞑想-見えない絆』（めいそう-みえないきずな、Invisible Connections）は、ヴァンゲリスのアルバム。

## 収録曲
1. 見えない絆 - Invisible Connections (18:30)
2. アトム・ブラスター - Atom Blaster (7:42)
3. サーモ・ヴィジョン - Thermo Vision (13:19)

## 概要
ヴァンゲリスのアルバム。名門クラシックレーベルドイツ・グラモフォンからリリースされた。1978年発表の『霊感の舘』同様、無拍・無調の前衛音楽作品。
日本国内盤CD（POCG-3547）は、ドイツ・グラモフォンの「マインド・コンシャス・ミュージック・シリーズ -都市生活者のための安らぎの音楽-」の1作としてポリドールから発売された。